# Új vizeken
Az Új vizeken a Parnasszus költészeti folyóirat által 2001-ben útjára indított és jelenleg is futó, sorszámozott könyvsorozat, amiben fiatal, pályakezdő magyar költők – többnyire első – verseskötetei jelennek meg. Alapító főszerkesztő Turczi István. A kuratórium néhai és jelenlegi tagjai: Kántor Lajos, Kukorelly Endre, Lengyel Balázs, Orbán Ottó, Pomogáts Béla, Tandori Dezső, Tarján Tamás és Turczi István.

## A sorozat kötetei sorszám szerint (teljes lista)
- 01: Babiczky Tibor: A felvezető kör, 2001
- 02: Tolvaj Zoltán: A medve lépései, 2001
- 03: Vörös István: A Vécsey utcai évkönyvből, 2002
- 04: Novák Valentin: Japánkert, 2002
- 05: Dukay Nagy Ádám: Hosszú eltáv, 2002
- 06: Nyilas Atilla: De én, 2003
- 07: Végh Attila: Tiltott építkezések, 2003
- 08: Payer Imre: Egyes szám, egyetlen személy, 2003
- 09: Vass Tibor: Esőnap, 2003
- 10: eger2003@parnasszus.hu – Az egri Parnasszus Műhelytalálkozó antológiája, 2003
- 11: Balogh Robert: Savó szabású mézgácska, 2004
- 12: Lárai Eszter: Tollbafojtás, 2004
- 13: Merényi Krisztián: Táncoló szobor, 2004
- 14: Pintér Sándor: Zátonykő, 2004
- 15: Török-Szofi László: Köteles példány, 2004
- 16: Székelyhidi Zsolt: Zajtalanítás, 2004
- 17: eger2004@parnasszus.hu – Az egri Parnasszus Műhelytalálkozó antológiája, 2004
- 18: Szauer Ágoston: Kódolt krónika, 2005
- 19: Székely Szabolcs: Kilenc másodperc reggelente, 2005
- 20: Király Levente: Szánalmasan közel, 2005
- 21: Zsille Gábor: Gondolj néha Zalalövőre, 2005
- 22: Nyilas Atilla: Item, 2005
- 23: Mézes Gergely: Miféle nyár, 2005
- 24: Boldogh Dezső: Gyalogbeszéd, 2005
- 25: eger2005@parnasszus.hu – Az egri Parnasszus Műhelytalálkozó antológiája, 2005
- 26: Jenei Gyula: Ha kérdenéd, 2006
- 26: Borsos Roland: Vissza a helyére, 2006
- 27: Bán Olivér: Minden megállóhelyen és állomáson, 2006
- 28: Bajtai András: Az átlátszó város, 2006
- 28: Kürti László: Alkalmi otthonok, 2007
- 29: Puskás Balázs: Élő szövet, 2006
- 29: Hollósvölgyi Iván: Gyarmati típusú találkozások, 2007
- 30: Tolvaj Zoltán: Törésteszt, 2007
- 31: Lengyel Tamás: Lump úr & Co., 2008
- 32: Nagy Zsuka: Mégismarionett, 2008
- 33: Turbuly Lilla: Szélrosta, 2008
- 34: Miklya Zsolt: Cérnatánc, 2008
- 35: Tóth Imre: A lélek nulla foka, 2009
- 36: Svébis Bence: Biztos talaj, 2009
- 37: Szöllősi Mátyás: Aktív kórterem, 2010
- 38: Lázár Bence András: A teraszról nézni végig, 2010
- 39: Simon Adri: Komplemente, 2010
- 40: Boldogh Dezső: Éjszakai kamionos, 2010
- 41: Magyari Andrea: Sztori, 2010
- 42: Kölüs Lajos: Mustármag és levendula, 2011
- 43: Karáth Anita: Paneljazz, 2011
- 44: Nyerges Gábor Ádám: Számvetésforgó, 2012
- 45: Bende Tamás: Horzsolás, 2016
- 46: Gáti István: Lehetne rend, 2016